# Racomitrium dichelymoides
Racomitrium dichelymoides är en bladmossart som beskrevs av Theodor Carl Karl Julius Herzog 1934. Racomitrium dichelymoides ingår i släktet raggmossor, och familjen Grimmiaceae. Inga underarter finns listade i Catalogue of Life.